# Flóahreppur
Flóahreppur es un municipio de Islandia. Se encuentra en la zona suroccidental de la región de Suðurland y en el condado de Árnessýsla. 

## Población y territorio
Tiene un área de 290 kilómetros cuadrados. Su población es de 594 habitantes, según el censo de 2011, para una densidad de 2 habitantes por kilómetro cuadrado. 